# Folke Ors
Erik Folke Ors, född 11 april 1916 i Solna församling, Stockholms län, död 11 juli 2004, var en svensk elektroingenjör.
Ors, som var son till maskinist Ors Erik Eriksson och Adéle Linnéa Bernhardina Karlsson, avlade studentexamen 1935 och utexaminerades från Kungliga Tekniska högskolans avdelning för elektroteknik 1940. Efter anställningar vid bland annat Växjö stads elektricitets-, vatten- och renhållningsverk samt som biträdande driftsingenjör vid Linköpings Elektriska Kraft och Belysnings AB blev han driftsingenjör och föreståndare vid Karlskoga stads elektricitetsverk 1947. Han överflyttade till Lunds stad 1955, där han var överingenjör och chef för tekniska verken. och verkade därefter på samma befattning i Lunds kommun fram till pensioneringen 1981. Under Ors ledning nedlades 1963 Lunds gasverk, då gasledningar från Malmö gasverk anlagts, och i mitten av 1970-talet avvecklades helt gasdistributionen i Lund med hänsyn till tekniska verkens sviktande ekonomi och svårbemästrade gasläckor.